# Harry Furniss

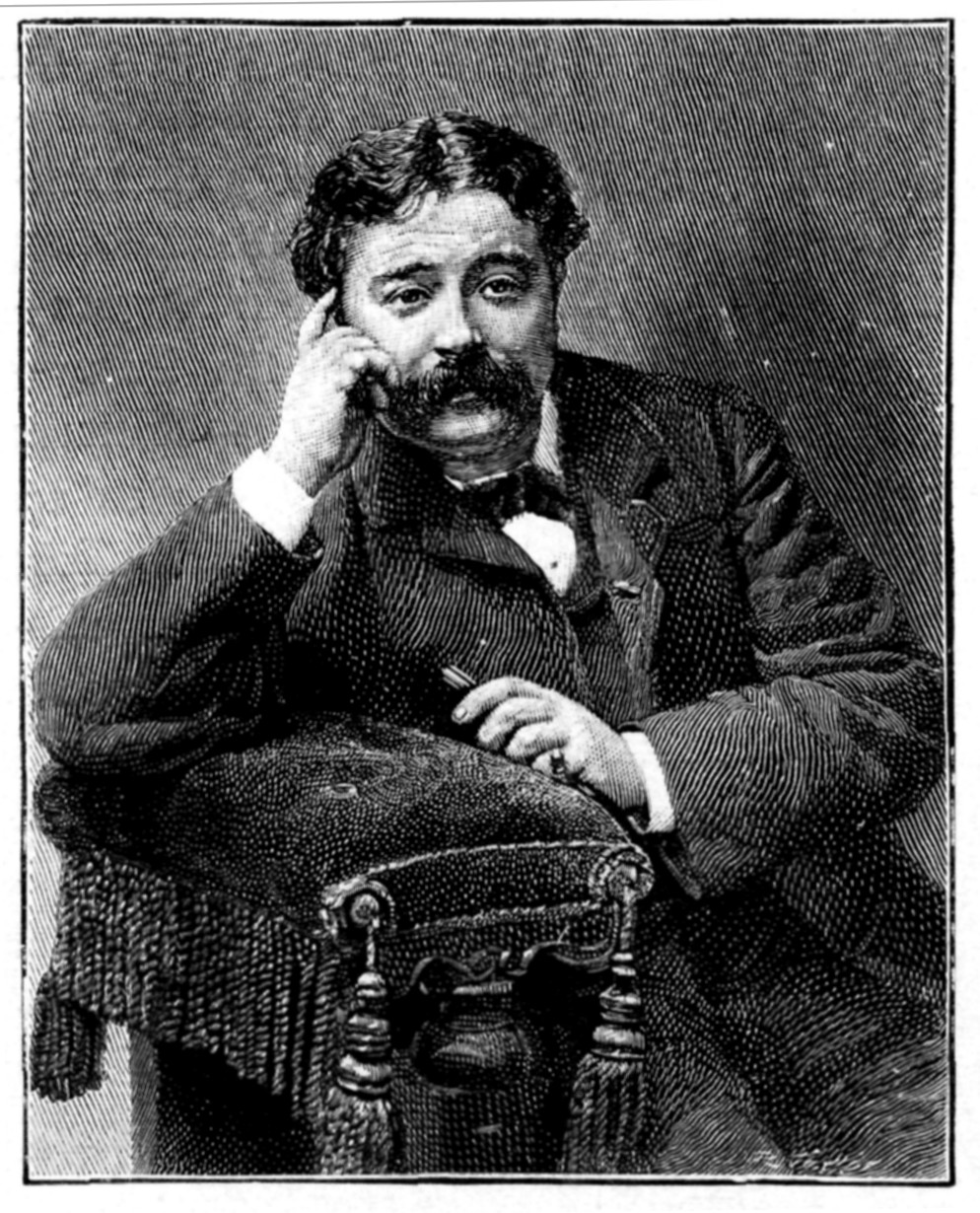
Harry Furniss (1880)

Harry Furniss, född 26 mars 1854 i Wexford, County Wexford, död 14 januari 1925, var en brittisk karikatyrtecknare.
Furniss började redan som 19-åring teckna för pressen, bland annat för Illustrated London News och The Graphic. Genom sina karikatyrer ur det politiska livet i Punch (1880-1894) förvärvade Furniss stor popularitet. Ett par av Furniss grundade tidskrifter ägde kort livslängd. Furniss illustrerade bland annat skrifter av Charles Dickens (1905) och William Thackeray (1911), samt utgav flera serier teckningar och ett par självbiografiska verk.